# Khánh My
Nguyễn Thị Nhàn (sinh năm 1991) nghệ danh Khánh My, là một nữ người mẫu, diễn viên người Việt Nam. Năm 2016, cô đoạt giải Á quân tại cuộc thi Bước nhảy hoàn vũ (mùa 7).

## Tiểu sử
Khánh My tên thật Nguyễn Thị Nhàn, sinh năm 1991, tại Kiên Giang. Năm 2010, Khánh My tham gia Hoa hậu Việt Nam 2010 nhưng không vào chung kết. Năm 2011, cô dự thi Hoa hậu Việt Nam Hoàn cầu và đạt 2 giải phụ "Người đẹp áo dài" và "Gương mặt khả ái". Cùng năm đó Khánh My tham gia cuộc thi "Ngôi sao Người Mẫu" và xuất sắc đoạt giải vàng, sau cuộc thi cô chuyển sang lĩnh vực điện ảnh và gây ấn tượng với vai diễn Hồng Trà trong bộ phim Mỹ nhân Sài thành.
Năm 2016, cô tham gia chương trình Bước nhảy hoàn vũ (mùa 7) và đoạt giải Á quân. Ngày 12 tháng 10 năm 2016, Khánh My ra mắt MV Be Strong đánh dấu bước chuyển mình trong vai trò ca sĩ sau nửa năm rèn thanh nhạc và vũ đạo.

## Đời tư
Khánh My và bạn trai Tiến Vũ công khai tình cảm vào cuối năm 2018. Tiến Vũ từng tham gia vài bộ phim điện ảnh như: Em gái mưa, Tháng năm rực rỡ. Từ khi yêu nhau, cả hai hầu như không hoạt động trong làng giải trí, chỉ tập trung kinh doanh.

## Danh sách phim

### Truyền hình
| Năm  | Tựa phim          | Vai diễn | Đạo diễn           | Kênh | Nguồn |
| ---- | ----------------- | -------- | ------------------ | ---- | ----- |
| 2012 | Cuối đường băng   |          | Nguyễn Phương Điền | HTV7 |       |
| 2013 | Váy hồng tầng 24  | Khánh Ly | Nguyễn Minh Chung  | VTV3 |       |
| 2018 | Mỹ nhân Sài Thành | Hồng Trà | NSƯT Lê Cung Bắc   | VTV1 |       |

### Điện ảnh
| Năm  | Tựa phim                       | Vai diễn          | Đạo diễn                        | Nguồn |
| ---- | ------------------------------ | ----------------- | ------------------------------- | ----- |
| 2015 | Tình xuyên biên giới           | Nguyễn Thị Phương | Hồ Lê Nguyên Khôi - Quách Tường |       |
| 2015 | Trót yêu / Hãy mang em ra biển |                   | Việt Trinh - Châu Thổ           |       |
| 2016 | Ba vợ cưới vợ ba               |                   | Lê Hải                          |       |

## Giải thưởng
| Năm  | Lễ trao giải                                  | Hạng mục                   | Đề cử                                     | Kết quả   | Chú thích |
| ---- | --------------------------------------------- | -------------------------- | ----------------------------------------- | --------- | --------- |
| 2011 | Ngôi sao Người mẫu                            | —                          | —                                         | Giải Vàng | [ 11 ]    |
| 2016 | Bước nhảy hoàn vũ (mùa 7)                     | —                          | —                                         | Á quân    | [ 1 ]     |
| 2017 | China-Asean International Micro Film Festival | Nữ diễn viên xuất sắc nhất | Thảo và Phương trong Tình xuyên biên giới | Đoạt giải | [ 12 ]    |